# Hesel
Hesel es un municipio situado en el distrito de Leer, en el estado federado de Baja Sajonia (Alemania). Su población a finales de 2016 era de unos 4595 habitantes.
Se encuentra ubicado a poca distancia al este de la frontera con el estado de Renania del Norte-Westfalia y al sur del mar del Norte.